# LA Galaxy 2022
Questa voce raccoglie le informazioni riguardanti il LA Galaxy nelle competizioni ufficiali della stagione 2022.

## Maglie e sponsor
Lo sponsor tecnico è Adidas e il main sponsor Herbalife.
| Casa | trasferta |

## Organigramma societario

### Staff tecnico
Di seguito lo staff tecnico del Los Angeles Galaxy aggiornato al 5 febbraio 2021.
- Jovan Kirovski - Direttore tecnico
- Greg Vanney - Allenatore
- Dan Calichman - Allenatore in seconda
- Nick Theslof - Allenatore in seconda
- Jason Bent - Allenatore in seconda
- Kevin Hartman - Allenatore dei portieri
- Phil Hayward - Preparatore atletico

## Rosa
Di seguito la rosa del Los Angeles Galaxy aggiornata al 4 agosto 2022.
| N. |                        | Ruolo | Calciatore       |
| -- | ---------------------- | ----- | ---------------- |
| 1  | Inghilterra (bandiera) | P     | Jonathan Bond    |
| 2  | Messico (bandiera)     | D     | Julián Araujo    |
| 3  | Irlanda (bandiera)     | D     | Derrick Williams |
| 4  | Francia (bandiera)     | D     | Séga Coulibaly   |
| 5  | Uruguay (bandiera)     | C     | Gastón Brugman   |
| 6  | Madagascar (bandiera)  | C     | Rayan Raveloson  |
| 6  | Spagna (bandiera)      | C     | Riqui Puig       |
| 7  | Spagna (bandiera)      | C     | Víctor Vázquez   |
| 8  | Stati Uniti (bandiera) | C     | Marco Delgado    |
| 9  | Francia (bandiera)     | C     | Kévin Cabral     |
| 10 | Brasile (bandiera)     | C     | Douglas Costa    |
| 11 | Francia (bandiera)     | C     | Samuel Grandsir  |
| 12 | Stati Uniti (bandiera) | P     | Eric Lopez       |
| 14 | Messico (bandiera)     | A     | Javier Hernández |
| 16 | Stati Uniti (bandiera) | C     | Sacha Kljestan   |

| N. |                        | Ruolo | Calciatore         |
| -- | ---------------------- | ----- | ------------------ |
| 18 | Suriname (bandiera)    | D     | Kelvin Leerdam     |
| 19 | Stati Uniti (bandiera) | D     | Jorge Villafaña    |
| 20 | Stati Uniti (bandiera) | D     | Nick DePuy         |
| 22 | Uruguay (bandiera)     | D     | Martín Cáceres     |
| 24 | Stati Uniti (bandiera) | D     | Jalen Neal         |
| 26 | Messico (bandiera)     | C     | Efraín Álvarez     |
| 33 | Stati Uniti (bandiera) | P     | Jonathan Klinsmann |
| 37 | Stati Uniti (bandiera) | C     | Daniel Aguirre     |
| 43 | Stati Uniti (bandiera) | C     | Adam Saldaña       |
| 44 | Canada (bandiera)      | D     | Raheem Edwards     |
| 56 | Messico (bandiera)     | C     | Jonathan Pérez     |
| 60 | Stati Uniti (bandiera) | A     | Cameron Dunbar     |
| 67 | Panama (bandiera)      | C     | Carlos Harvey      |
| 74 | Stati Uniti (bandiera) | D     | Marcus Ferkranus   |
| 99 | Serbia (bandiera)      | A     | Dejan Joveljić     |

## Calciomercato

### Sessione invernale
| Acquisti | Acquisti       | Acquisti       | Acquisti   |
| R.       | Nome           | da             | Modalità   |
| -------- | -------------- | -------------- | ---------- |
| D        | Kelvin Leerdam | Inter Miami    | definitivo |
| D        | Raheem Edwards | Los Angeles FC | definitivo |
| C        | Douglas Costa  | Grêmio         | prestito   |
| C        | Marco Delgado  | Toronto FC     | definitivo |

| Cessioni | Cessioni            | Cessioni         | Cessioni      |
| R.       | Nome                | a                | Modalità      |
| -------- | ------------------- | ---------------- | ------------- |
| P        | Justin Vom Steeg    | Portland Timbers | definitivo    |
| D        | Danilo Acosta       |                  | svincolato    |
| D        | Oniel Fisher        |                  | svincolato    |
| D        | Giancarlo González  | Alajuelense      | definitivo    |
| D        | Niko Hämäläinen     | QPR              | fine prestito |
| D        | Daniel Steres       | Houston Dynamo   | definitivo    |
| C        | Jonathan dos Santos |                  | svincolato    |
| C        | Sebastian Lletget   | N.E. Revolution  | definitivo    |
| C        | Kai Koreniuk        |                  | svincolato    |
| A        | Augustine Williams  |                  | svincolato    |
| A        | Ethan Zubak         | Nashville        | definitivo    |

### A stagione in corso
| Acquisti | Acquisti       | Acquisti | Acquisti   |
| R.       | Nome           | da       | Modalità   |
| -------- | -------------- | -------- | ---------- |
| D        | Martín Cáceres | Levante  | definitivo |
| C        | Riqui Puig     |          | svincolato |
| C        | Gastón Brugman | Parma    | definitivo |

| Cessioni | Cessioni        | Cessioni | Cessioni   |
| R.       | Nome            | a        | Modalità   |
| -------- | --------------- | -------- | ---------- |
| C        | Rayan Raveloson | Auxerre  | definitivo |

## Risultati

### MLS
La MLS non adotta il sistema a due gironi, uno di andata e uno di ritorno, tipico in Europa per i campionati di calcio, ma un calendario di tipo sbilanciato. Nel 2021 il LA Galaxy disputa due gare (andata e ritorno) contro sette squadre della propria conference, tre gare contro le altre sei squadre della propria conference, più due gare con altrettante squadre della Western conference.
| Arbitro: | J. Dickerson |

|                |           |  |
| Chicharito 90’ | Marcatori |  |

| Arbitro: | F. Marrufo |

|  |           |             |
|  | Marcatori | 77’ Álvarez |

| Arbitro: | A. Chapman |

|                                             |           |                            |
| Morris 17’ Montero 45+2’ (rig.) Arreaga 72’ | Marcatori | 6’ Chicharito 48’ D. Costa |

| Arbitro: | A. Chilowicz |

|  |           |           |
|  | Marcatori | 9’ Torres |

| Arbitro: | N. Saghafi |

|             |           |                                       |
| Tuiloma 51’ | Marcatori | 9’, 59’ Chicharito 16’ (aut.) Tuiloma |

| Arbitro: | C. Penso |

|                              |           |            |
| Chicharito 13’ Coulibaly 31’ | Marcatori | 79’ Arango |

| Chicago 16 aprile 2022 7ª giornata | Chicago Fire | 0 – 0 referto | LA Galaxy | Soldier Field (30 282 spett.)\| Arbitro: \| T. Unkel \| |
| Arbitro:                           | T. Unkel     |               |           |                                                         |

| Arbitro: | A. Chapman |

|              |           |  |
| Joveljić 86’ | Marcatori |  |

| Arbitro: | D. Fischer |

|           |           |  |
| Silva 49’ | Marcatori |  |

| Arbitro: | I. Elfath |

|  |           |            |
|  | Marcatori | 6’ Delgado |

| Arbitro: | C. Penso |

|              |           |                               |
| D. Costa 67’ | Marcatori | 11’, 23’ Ferreira 20’ Arriola |

| Saint Paul 18 maggio 2022 12ª giornata | Minnesota Utd | 1 – 1 | LA Galaxy | Allianz Field |

| Carson 22 maggio 2022 13ª giornata | LA Galaxy | 0 – 3 | Houston Dynamo | Dignity Health Sports Park |

| Carson 29 maggio 2022 14ª giornata | LA Galaxy | 4 – 1 | Austin FC | Dignity Health Sports Park |

| Carson 18 giugno 2022 15ª giornata | LA Galaxy | 1 – 1 | Portland Timbers | Dignity Health Sports Park |

| San Jose 24 settembre 2022 16ª giornata | S.J. Earthquakes | 2 – 3 | LA Galaxy | PayPal Park |

| Carson 4 luglio 2022 17ª giornata | LA Galaxy | 4 – 0 | CF Montréal | Dignity Health Sports Park |

| Los Angeles 8 luglio 2022 18ª giornata | Los Angeles FC | 3 – 2 | LA Galaxy | Banc of California Stadium |

| Carson 13 luglio 2022 19ª giornata | LA Galaxy | 2 – 3 | S.J. Earthquakes | Dignity Health Sports Park |

| Commerce City 16 luglio 2022 20ª giornata | Colorado Rapids | 2 – 0 | LA Galaxy | Dick's Sporting Goods Park |

| Carson 24 luglio 2022 21ª giornata | LA Galaxy | 2 – 0 | Atlanta United | Dignity Health Sports Park |

| Dallas 30 luglio 2022 22ª giornata | FC Dallas | 1 – 0 | LA Galaxy | Toyota Stadium |

| Carson 29 giugno 2022 23ª giornata | LA Galaxy | 2 – 3 | Minnesota Utd | Dignity Health Sports Park |

| Kansas City 6 agosto 2022 24ª giornata | Sporting K.C. | 4 – 2 | LA Galaxy | Children's Mercy Park |

| Carson 13 agosto 2022 25ª giornata | LA Galaxy | 5 – 2 | Vancouver Whitecaps | Dignity Health Sports Park |

| Carson 19 agosto 2021 26ª giornata | LA Galaxy | 3 – 3 | Seattle Sounders | Dignity Health Sports Park |

| Foxborough 28 agosto 2022 27ª giornata | N.E. Revolution | 1 – 2 | LA Galaxy | Gillette Stadium |

| Toronto 31 agosto 2022 28ª giornata | Toronto FC | 2 – 2 | LA Galaxy | BMO Field |

| Carson 4 settembre 2022 29ª giornata | LA Galaxy | 2 – 2 | Sporting K.C. | Dignity Health Sports Park |

| Nashville 10 settembre 2022 30ª giornata | Nashville | 1 – 1 | LA Galaxy | Nissan Stadium |

| Vancouver 14 settembre 2022 31ª giornata | Vancouver Whitecaps | 3 – 0 | LA Galaxy | BC Place |

| Carson 17 settembre 2022 32ª giornata | LA Galaxy | 4 – 1 | Colorado Rapids | Dignity Health Sports Park |

| Carson 1º ottobre 2022 33ª giornata | LA Galaxy | 1 – 1 | Real Salt Lake | Dignity Health Sports Park |

| Houston 9 ottobre 2022 34ª giornata | Houston Dynamo | 1 – 3 | LA Galaxy | BBVA Stadium |

### Play-off
| Carson 15 ottobre 2022 Primo turno | LA Galaxy | 1 – 0 | Nashville | Dignity Health Sports Park |

| Los Angeles 20 ottobre 2022 Semifinali | Los Angeles FC | 3 – 2 | LA Galaxy | Banc of California Stadium |

### U.S. Open Cup
| Arbitro: | B. Stavis |

|            |           |  |
| Cabral 28’ | Marcatori |  |

| Arbitro: | S. Martinez |

|                             |           |                                      |
| Kadono 19’ Garcia-Lopez 87’ | Marcatori | 45’ (rig.), rig.’ Joveljić 80’ Lambe |

| Arbitro: | B. Stevis |

|                                        |           |                  |
| Cabral 51’ Chicharito 57’ Joveljić 81’ | Marcatori | 85’ Hollingshead |

| Arbitro: | M. Badawi |

|                    |           |                        |
| Donovan 18’ (aut.) | Marcatori | 4’ L. Felipe 70’ López |

## Statistiche

### Statistiche di squadra
| Competizione  | Punti | In casa | In casa | In casa | In casa | In casa | In casa | In trasferta | In trasferta | In trasferta | In trasferta | In trasferta | In trasferta | Totale | Totale | Totale | Totale | Totale | Totale |
| Competizione  | Punti | G       | V       | N       | P       | Gf      | Gs      | G            | V            | N            | P            | Gf           | Gs           | G      | V      | N      | P      | Gf     | Gs     |
| ------------- | ----- | ------- | ------- | ------- | ------- | ------- | ------- | ------------ | ------------ | ------------ | ------------ | ------------ | ------------ | ------ | ------ | ------ | ------ | ------ | ------ |
| MLS           | 50    | 17      | 8       | 4       | 5       | 35      | 25      | 17           | 6            | 4            | 7            | 23           | 26           | 34     | 14     | 8      | 12     | 58     | 51     |
| Play-off MLS  | -     | 1       | 1       | 0       | 0       | 1       | 0       | 1            | 0            | 0            | 1            | 2            | 3            | 2      | 1      | 0      | 1      | 3      | 3      |
| U.S. Open Cup | -     | 3       | 2       | 0       | 1       | 5       | 3       | 1            | 1            | 0            | 0            | 3            | 2            | 4      | 3      | 0      | 1      | 8      | 5      |
| Totale        | -     | 21      | 11      | 4       | 6       | 41      | 28      | 19           | 7            | 4            | 8            | 28           | 31           | 40     | 18     | 8      | 14     | 69     | 59     |